# Saint-Hilaire-sur-Yerre
 Saint-Hilaire-sur-Yerre  là một xã của tỉnh Eure-et-Loir, thuộc vùng Centre-Val de Loire, miền bắc nước Pháp.